# Aloha from Hawaii: Via Satellite
| Críticas profissionais | Críticas profissionais |
| Avaliações da crítica  | Avaliações da crítica  |
| Fonte                  | Avaliação              |
| ---------------------- | ---------------------- |
| Country Music          | 5 de 5 estrelas.       |

Aloha from Hawaii é um álbum e especial televisivo de Elvis Presley que foi gravado ao vivo do Hawaii em janeiro de 1973 e exibido em por volta de 40 países.
Foi o primeiro show de música ao vivo via satélite, primeiramente ele foi exibido para alguns países da Europa, Ásia e Oceania, tendo quebrado todos os recordes de público e sendo exibido dias depois nos demais países. Nos Estados Unidos, o show foi ao ar em abril e se tornou a maior audiência da história televisiva americana até então, sendo exibido na NBC, superando a audiência da ida do homem à lua, estimada em mais de 1 bilhão e meio de espectadores, e o disco, como não poderia deixar de ser, foi um grande sucesso de vendas nos EUA, Japão e outros países. Foi o conteúdo de entretenimento mais caro até aquele momento, custando 2,5 milhões de dólares.
No Brasil, o show não foi exibido ao vivo devido a uma exigência, mais da metade dos televisores teriam que ser em cores e o Brasil só começou com transmissão em cores no ano anterior. No entanto a TV Globo exibiu na íntegra o show pré gravado no dia 25 de abril, também em 1973. No Brasil, Elvis foi considerado um cantor que atingiu a perfeição, um verdadeiro cantor popular de primeiríssima linha, segundo os especialistas, é considerado até hoje um momento de grande inspiração do rei do rock. Isso pode ser evidenciado pelo editorial do New York Times: “Elvis Presley superou a sua própria lenda”.
Dois dias antes, no dia 12 de janeiro, Elvis fez um show que serviria para o caso de algo de errado acontecesse com a transmissão do dia 14. Esse show foi lançado anos mais tarde e alguns consideram que Elvis está mais solto no palco. Nesse show, Elvis interpreta desde o puro rock dos anos 50, ainda com vontade de cantar esse tipo de música, o que não aconteceria nos anos seguintes, passando por belas baladas, blues, gospel e muito mais. Mostrando que ele poderia cantar em qualquer ritmo e tom, atingindo notas dificílimas, além de um senso rítmico e poder de interpretação raros de se encontrar em cantores populares.

## Canções

### Show dia 14/1
- Also Sprach Zarathustra (1:08)
- See See Rider (2:59)
- Burning Love (2:56)
- Something (3:46)
- You Gave Me A Mountain (3:16)
- Steamroller Blues (3:09)
- My Way (4:04)
- Love Me (1:55)
- Johnny B. Goode (1:43)
- It's Over (2:08)
- Blue Suede Shoes (1:16)
- I'm So Lonesome I Could Cry (2:17)
- I Can't Stop Loving You (2:28)
- Hound Dog (1:06)
- What Now My Love (3:12)
- Fever (2:41)
- Welcome To My World (2:00)
- Suspicious Minds (4:31)
- Intros (2:42)
- I'll Remember You (2:33)
- Long Tall Sally/Whole Lot-ta Shakin' Goin' On (2:05)
- An American Trilogy (4:42)
- A Big Hunk O'Love (2:14)
- Can't Help Falling In Love (2:26)

### Show do dia 12/1
- See See Rider
- Burning Love
- Something
- You Gave Me A Mountain
- Steamroller Blues
- My Way
- Love me
- It's Over
- Blue Suede Shoes
- I'm So Lonesome I Could Cry
- Hound Dog
- What Now My Love
- Welcome To My World
- Suspicious Minds
- I'll Remember You
- An American Trilogy
- A big hunk O'Love
- Can't Help Falling In Love

## Paradas musicais
- EUA - 1º - Billboard Pop - 1973
- EUA - 1º - Cashbox Country - 1973
- EUA - 1º - Cashbox Pop - 1973
- EUA - 1º - Record World - 1973
- UK - 11º - Guiness - 1973

## Músicos
- Elvis Presley: Voz e Violão
- James Burton: Guitarra
- John Wilkinson: Guitarra
- Charlie Hodge: Violão e Vocais
- Jerry Scheff: Baixo
- Ronnie Tutt: Bateria
- Glen Hardin: Piano
- J.D.Sumner, The Stamps, The Sweet Inspirations e Kathy Westmoreland: Vocais
- Joe Guercio: Orquestra

## Informações Adicionais
Em 2004 foi lançado o "Aloha from Hawaii - Deluxe Edition" que traz o show original do dia 14 de janeiro de 1973, que foi transmitido via satélite e o show de ensaio do dia 12 de janeiro de 1973. Com todas as canções que foram cortadas do DVD na edição anterior. Também imagens raras de Elvis chegando de helicóptero, nunca antes vistas por completo. Além de algumas canções gravadas à parte para este show e que só foram transmitidas para a televisão na versão americana:
- Blue Hawaii
- KU-U-I-PO
- No More
- Hawaiian Wedding Song
- Early Morning Rain